# متحف غوتنبرغ

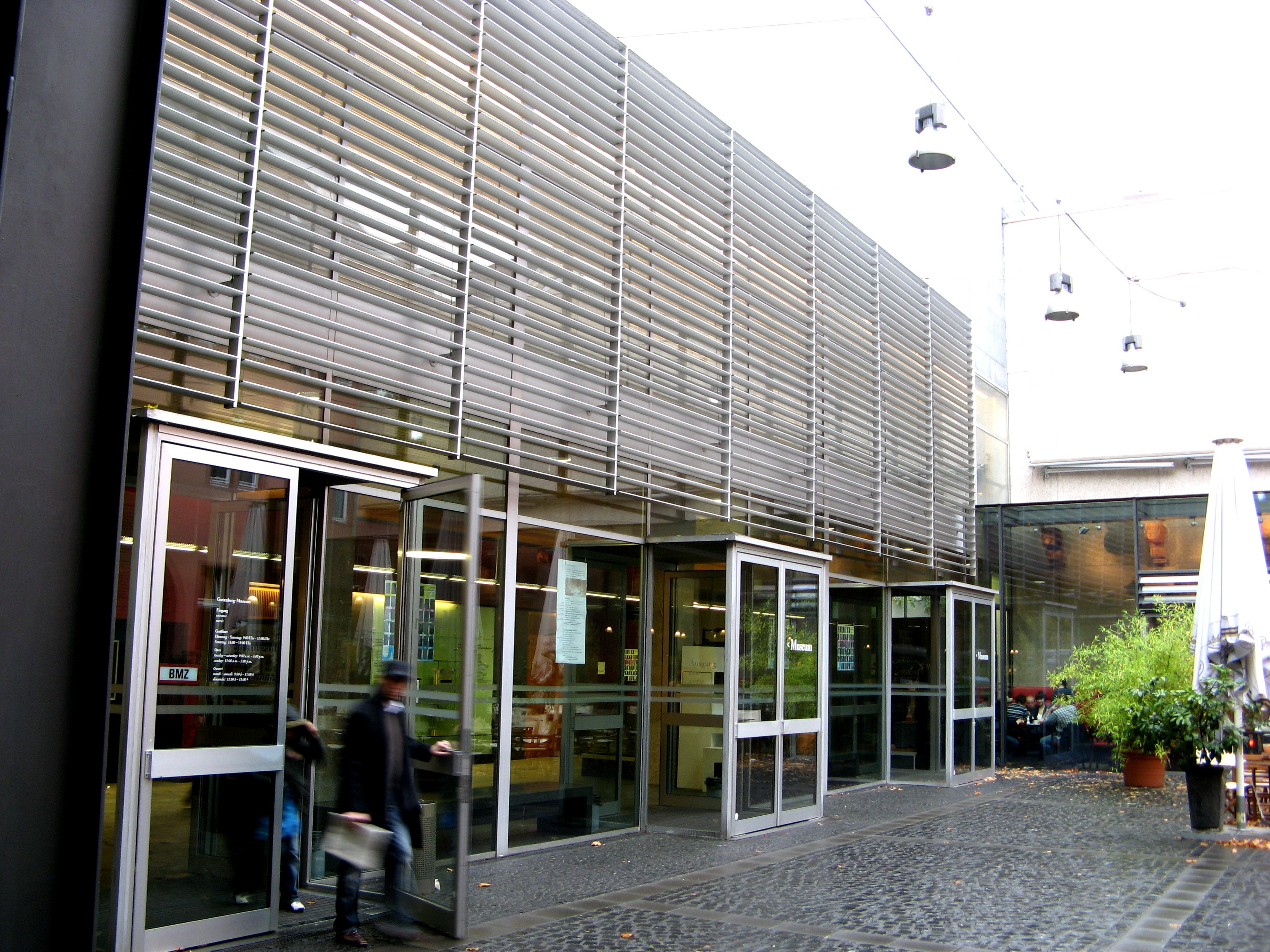
مدخل متحف غوتنبرغ

متحف غوتنبرغ أو المتحف العالمي للطباعة واحد من أقدم متاحف المطبوعات في العالم،
هو أحد متاحف ماينتس مهمته الأساسية هي إثراء، حفظ، توثيق وتقييم الكتب والرسومات. ويقع قبالة كاتدرائية ماينتس في الجزء القديم من ماينتس، ألمانيا.

## التاريخ
قامت مجموعة من المواطنين في تأسيس المتحف في عام 1900، بعد 500 سنة من ميلاد يوهان غوتنبرغ، لتكريم هذا المخترع وتقديم منجزاته التقنية والفنية للعامة. كما هدفت هذه المجموعة إلى عرض كتابات ومطبوعات أكبر عدد ممكن من الثقافات المختلفة.
تبرع الناشرون وصناع آلات الطباعة والمطابع بالكتب، والأجهزة والآلات، والتي شكلت أساسا للمجموعات.
في السنوات القليلة الأولى كان المتحف جزء من مكتبة المدينة، وهذا يعني أن أجمل وأميز المجلدات في المجموعة الواسعة للمكتبة كانت قد طلبت للمتحف.
وهكذا قدم الزوار مسح بما يقارب 500 سنة من الكتب المطبوعة. في الوقت الذي توسع المتحف ليشمل أقسام تقنيات الطباعة، وكتب الفن، وظيفة الطباعة ورقعة الكتاب والرسومات والملصقات، والورق، وتاريخ كتابة كل الثقافات في العالم وكتب الفنانين المعاصرين.
كان متحف غوتنبرغ أصلا عبارة عن غرفتين في قصر الانتخابيات في ماينتس التي احتوت أيضا مكتبة المدينة.
ثم انتقل المتحف إلى مبنى المكتبة الجديدة في رينالي عام 1912.
العام 1925، شهد تنصيب إعادة تعمير ورشة عمل للغوتنبرغ التي سرعان ما أصبحت واحدة من مناطق الجذب الرئيسية للمتحف.
ويمكن الآن مشاهدة نشوء الضرب على الآلة الكاتبة، والتنضيد والطباعة